# Hodeng-au-Bosc
Hodeng-au-Bosc is een gemeente in het Franse departement Seine-Maritime (regio Normandië) en telt 573 inwoners (2016). De plaats maakt deel uit van het arrondissement Dieppe.

## Geografie
De oppervlakte van Hodeng-au-Bosc bedraagt 8,7 km², de bevolkingsdichtheid is 63,8 inwoners per km².
De onderstaande kaart toont de ligging van Hodeng-au-Bosc met de belangrijkste infrastructuur en aangrenzende gemeenten.

## Demografie
Onderstaande figuur toont het verloop van het inwonertal (bron: INSEE-tellingen).

## Geboren
- Jean-Luc Thérier (1945-2019), rallyrijder